# Öregcsertő
Öregcsertő is een plaats (község) en gemeente in het Hongaarse comitaat Bács-Kiskun. Öregcsertő telt 972 inwoners (2002).